# Takahashi Naoya
Takahashi Naoya (sinh ngày 28 tháng 5 năm 2001) là một cầu thủ bóng đá người Nhật Bản.

## Sự nghiệp câu lạc bộ
Takahashi Naoya hiện đang chơi cho Gamba Osaka.